# Volodymyr Kyselyov
Pour les articles homonymes, voir Kisseliov.
Volodymyr Kyselyov (en ukrainien : Кисельов Володимир Вікторович, de son nom de naissance en russe Vladimir Kisseliov, russe : Владимир Викторович Киселёв), né le 1er janvier 1957 à Myski, dans l'oblast de Kemerovo en Union soviétique (aujourd'hui en Russie)  et mort le 7 janvier 2021 à Krementchouk en Ukraine, est un athlète ukrainien qui pratiquait le lancer du poids. 
Son plus grand succès est son titre olympique aux Jeux olympiques d'été de 1980 à Moscou.

## Palmarès

### Jeux olympiques d'été
- 1980 à Moscou ( Union soviétique)
  -  Médaille d'or au lancer du poids
- 1984 à Los Angeles ( États-Unis)
  - absent à la suite du boycott des pays de l'Est

### Championnats d'Europe d'athlétisme
- 1982 à Athènes ( Grèce)
  - 7e au lancer du poids

### Championnats d'Europe d'athlétisme en salle
- 1979 à Vienne ( Autriche)
  -  Médaille de bronze au lancer du poids
- 1982 à Milan ( Italie)
  - 4e au lancer du poids

### Championnats d'Europe juniors
- 1975 à Athènes ( Grèce)
  -  Médaille d'or au lancer du poids